# Fadoro Hilimbowo (Lahewa)
Fadoro Hilimbowo is een bestuurslaag in het regentschap Nias Utara van de provincie Noord-Sumatra, Indonesië. Fadoro Hilimbowo telt 778 inwoners (volkstelling 2010).